# 羽後山田站
羽後山田站（日语：／ Ugo-Yamada eki */?）是位於秋田縣舊·雄勝郡山田村深堀（現時：湯澤市深堀字高屋敷），羽後交通雄勝線的鐵路車站（廢站）。

## 歷史
- 1928年（昭和3年）8月10日：雄勝鐵道湯澤站至西馬音內站之間開通，此站啟用[1][2][3][4]。
- 1943年（昭和18年）10月16日：隨著執行陸上交通事業調整法（日语：陸上交通事業調整法）而進行公司合併，此站成為橫莊鐵道車站[2][3]。
- 1944年（昭和19年）6月1日：公司改名為羽後鐵道。此線的名稱定為雄勝線。使此站成為羽後鐵道雄勝線車站[1][2][5]。
- 1951年（昭和26年）7月18日：增設訊號機和第二種連動裝置，使此站成為列車交會車站[3][6]（當天為批准日期[6]）。
- 1947年（昭和22年）
  - 2月：由於變電站故障，使鐵路線暫停供電，因此把橫莊線的蒸氣機車運至此線上行走，此站成為路線上的供水基地[7]。
  - 3月頃：變電站復修完畢，蒸氣機車返回至橫莊線[7]。
  - 7月23日：當區發生暴雨，使路基和橋腳被損，雄勝線整段暫停營業，此站也暫停營業[3][7]。
  - 8月14日：此站至梺站之間重開，此站暫時成為起點站[3][7]。
  - 12月3日：湯澤站至此站之間重開，全線重開[3][7]。
- 1952年（昭和27年）2月15日：公司改名為羽後交通。使此站成為羽後交通雄勝線車站[1][2][3][5]。
- 1971年（昭和40年）12月9日：廢除列車交會設備[3][4]，同時成為無人車站[4]。
- 1973年（昭和48年）4月1日：雄勝線廢線，此站也被廢除[1][2][3][5]。

## 車站構造
截至廢站前，此站是地面車站，設有1面1線的島式月台（只使用單邊）。在晩年廢除交會設備前，此站設有1面2線的島式月台，當時可進行列車交會。外側（西邊）是下行線（梺方向），靠近站舍（東邊）的是上行線（湯澤方向）。此站設有側線，上行線設有向東分岔的側線，該側線會通過站舍。在站舍東邊的貨物起卸處和1條貨物線。在廢除閉塞後，側線的狀況不明。
此站是無人車站，站內設有自直營車站時代起一直存在的站舍。站舍是在站內東北方，與月台北邊斜道之間設有站內平交道連接。
關於閉塞廢除前的列車交會路籤，湯澤站至此站之間為「○」，此站至西馬音內站之間為「□」。
在貨物側線的裝載貨物為米。在戰時前，也有裝載來自藤田組松岡鉱山的礦石。因此站內範圍較廣寬。在貨物起卸處中設有農業倉庫。
在1947年（昭和22年）2月曾經發生變電站故障，在暫停供電之際，來自橫莊線的蒸氣機車會行走至此站。在雄勝線車輛基地所在地西馬音內站內，由於該處的地底水源不充足，使該處很容易缺水。因此便把此站定為供水基地。但是由於鐵路線本身電氣化，因此沒有供水設備，因此便借用了消防局的手拉式汽油泵。

### 雄物川橋梁
在湯澤站至此站之間，鐵路線會跨越雄物川，在河流上建設了「雄物川橋樑」。由於鐵橋地盤處的地基特別，因此不可以像其他許多地方建橋時使用的打樁方法，建設此橋時需要使用沈井施工方法。另外，為了節省建設費，因此使用二手橋面。而由於工期原因，橋樑沒有進行加固，該橋樑一直以「臨時建築」的狀態營業，最後這個「臨時建築」的狀態進行「設計變更」後便竣工了。

## 車站周邊
此站位於深堀地區東北方，在西南方設有村落。在東邊設有雄物川，對面岸是湯澤市市區。車站周邊都是糧倉地帶。
- 秋田縣道311號羽後雄勝線（日语：秋田県道311号羽後雄勝線）
- 文月橋
- JA小町（日语：こまち農業協同組合）米中心（日语：ライスセンター）
- 醫療法人仁惠會佐藤醫院
- 松岡礦山 - 銀礦（日语：銀山）[6]。在1923年（大正12年）關閉前，曾經在該處敷設松岡礦山軌道（日语：鉱山鉄道）[6]。該軌道除了運送礦石以外，也會運送農作物[6]。

## 現狀
在路線廢除後，車站遺址在1980年（昭和55年）4月1日變成社會福祉法人湯澤保育會「深堀保育園」的操場。截至1999年（平成11年），在保育園內還可看見橋面。截至2007年（平成19年）5月和2010年（平成22年）也是同樣情況，該橋面是混凝土製，寬度為2線。
另外，在雄物川橋樑遺址至此站遺址附近的路軌遺址在經過土地重整後均變為稻田。截至1995年（平成7年），已經不可以確認路軌走線的痕跡。截至1999年（平成11年）、2007年（平成19年）5月和2010年（平成22年）也是同樣情況。
關於雄物川橋樑，截至1995年（平成7年），靠近湯澤和此站一方還遺留了一些橋面。在1999年（平成11年）也是同樣情況。在湯澤一方橋長約2米，在此站一方為約5米。另外與在路堤上的道路之間還遺留了細小的橋面和暗渠。截至2007年（平成19年）5月，靠近此站的橋面被撤走，只剩下湯澤一方。在2010年（平成22年）也是同樣情況。

## 相鄰車站
羽後交通
雄勝線
湯澤－羽後山田－貝澤

## 注腳
1. 1 2 3 4  《日本鉄道旅行地図帳 全線全駅全廃線 2 東北》（監修：今尾惠介，新潮社，2008年6月發行）43頁。
2. 1 2 3 4 5  《新 鉄道廃線跡を歩く1 北海道・北東北編》（JTB出版，2010年4月發行）222頁。
3. 1 2 3 4 5 6 7 8 9 10 11 12 13  《新 消えた轍 3 東北》（著：寺田裕一，Neko出版，2010年8月發行）30,32-33,36頁。
4. 1 2 3 4  《私鉄の廃線跡を歩くI 北海道・東北編》（著：寺田裕一，JTB出版，2007年9月發行）165頁。
5. 1 2 3 4 5 6 7 8  《私鉄の廃線跡を歩くI 北海道・東北編》（著：寺田裕一，JTB出版，2007年9月發行）106-109頁。
6. 1 2 3 4 5 6 7 8 9 10 11 12  《RM LIBRARY 52 羽後交通雄勝線》（著：若林宣，Neko出版，2003年11月發行）4,14-15,19-21,23,27,31,34,38,46頁。
7. 1 2 3 4 5  《RM LIBRARY 52 羽後交通雄勝線》（著：若林宣，Neko出版，2003年11月發行）17-18頁。
8. 1 2 3 4 5  《とうほく廃線紀行》（無明舍出版，1999年12月發行）64頁。
9. 1 2 3 4 5  《RM LIBRARY 52 羽後交通雄勝線》（著：若林宣，Neko出版，2003年11月發行）8-10頁。
10. 1 2 3 4  《新 鉄道廃線跡を歩く1 北海道・北東北編》（JTB出版，2010年4月發行）199頁。
11. 1 2  《鉄道廃線跡を歩く》（JTB出版，1995年11月發行）36-37頁。

## 相關項目
- 日本鐵路車站列表 U

## 外部連結
- 社會福祉法人湯澤保育會 （页面存档备份，存于）（日語） - 車站遺址變為保育園之官網。